# Spurenanalytik
Die Spurenanalytik ist eine spezielle Disziplin der chemischen Analytik. Sie versucht, Stoffe in sehr geringen Konzentrationen zu erfassen, d. h. nachzuweisen oder quantitativ zu bestimmen.

## Eigenschaften
Während Haupt- und Nebenbestandteile einer Probe (zum Beispiel Stück einer Metalllegierung) im zwei- bzw. einstelligen Prozentbereich enthalten sind, beginnt der Spurenbereich im Promillebereich und darunter. Unterhalb von 1 ppm (entspricht in flüssiger Phase etwa 1 mg/l) spricht man vom Ultraspurenbereich. Der in der Spurenanalytik untersuchte Konzentrationsbereich umfasst etwa sechs Zehnerpotenzen von
- 1 ppb bis 1000 ppm oder
- 10−7 bis 10−1 % oder
- 10−9 bis 10−3 Gramm pro Gramm der Probe.[1]

Meistens müssen bei diesen Analysen zuerst andere Bestandteile der Probe (die Probematrix) entfernt werden, da diese entweder mit demselben Reagenz reagieren oder eine Reaktion verhindern oder die geringe Konzentration des gesuchten Stoffes überdecken. Man spricht hier von chemischen Interferenzen, die beseitigt oder kompensiert werden müssen. Dazu dienen einerseits eine sorgfältige Probevorbereitung und anderseits instrumentelle Maßnahmen wie zum Beispiel die Untergrundkorrektur in der Atomspektrometrie.
Zur Spurenanalytik steht eine breite Palette an instrumentellen Methoden zur Verfügung. Dazu zählen insbesondere folgende chromatographische Verfahren: Gaschromatographie, HPLC und Dünnschichtchromatographie oft in der Kopplung mit spektroskopischen-, sowie spektrometrischen-Methoden, meist mit der Massenspektrometrie.